# Terrell Lyday
Terrell Lamon Lyday (Fresno, 12 agosto 1979) è un ex cestista statunitense, professionista in Europa.

## Carriera
Alto 191 cm per 90 kg di peso, nella stagione 2005-06 ha militato nell'Ural Great Perm', squadra della Superliga A russa, vincendo la FIBA EuroCup.
Nella stagione 2006-07 ha fatto parte del roster della Benetton Treviso. Vanta un passato anche in Francia (ASVEL e Cholet), in Turchia e in Polonia.

## Palmarès

### Squadra
- FIBA EuroCup Challenge: 1

Ural Great Perm': 2005-2006
- Supercoppa italiana: 1

Pall. Treviso: 2006
- Coppa Italia: 1

Pall. Treviso: 2007
- Coppa di Russia: 1

UNICS Kazan': 2008-2009
- Eurocup: 1

UNICS Kazan': 2010-2011

### Individuale
- All-ULEB Eurocup First Team: 1

UNICS Kazan': 2010-11